# Tornado Rosenberg

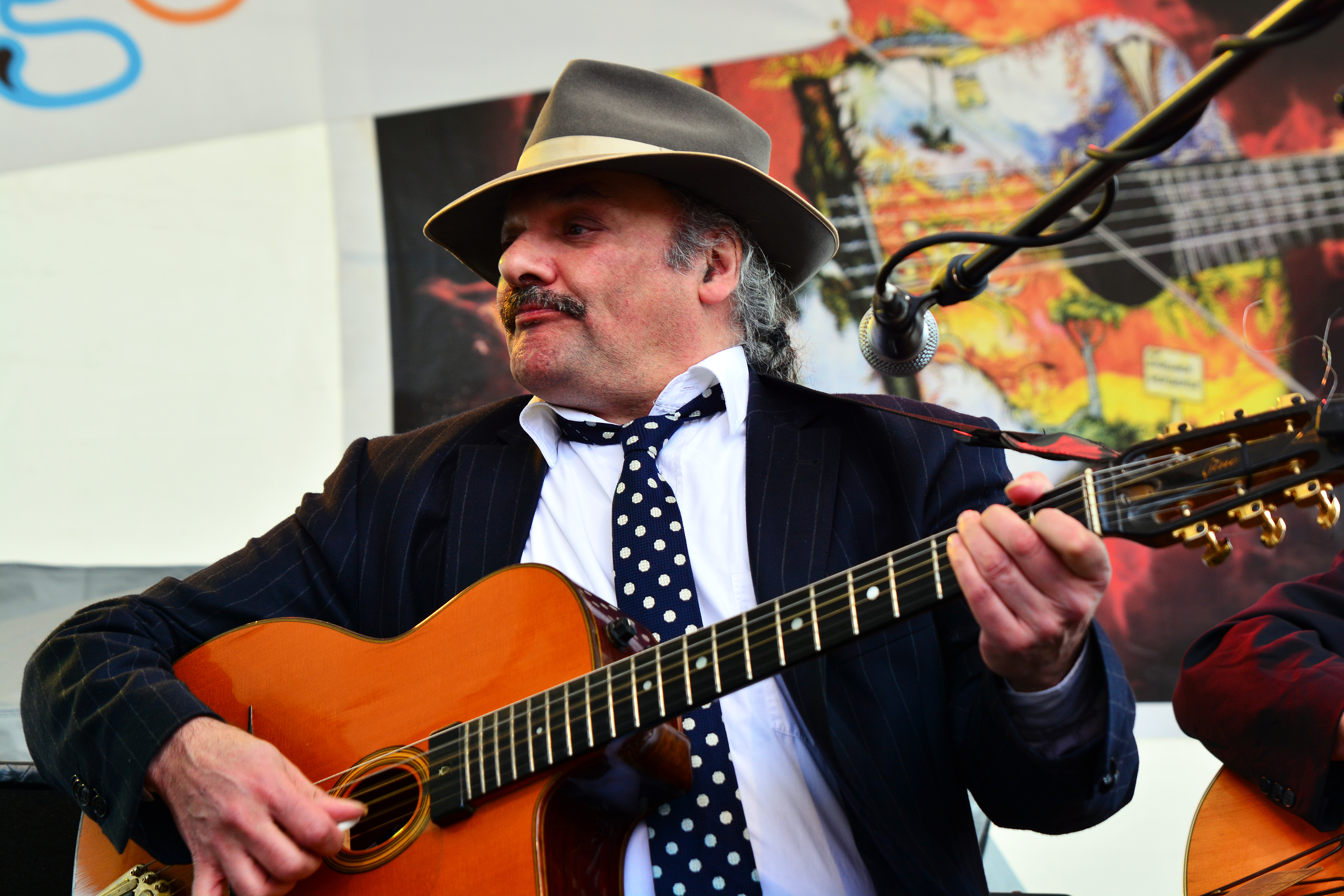
Tornado Rosenberg beim Hafen Rock 2015

Tornado Rosenberg  ist ein deutscher Sinto-Gitarrist, Komponist, Buchautor, Veranstalter, Musikproduzent und Schauspieler.

## Leben & Karriere
Rosenberg stammt aus einer Musiker-Familie und begann im Alter von fünf Jahren Gitarre zu spielen. Er bekam Unterricht von seinem Vater Lani, der selbst Gitarrist und Komponist war. Seine Mutter Hilde war ein Hamburger Original und Wahrsagerin, die unter ihrem Künstlernamen "Mama Blume" auf dem Hamburger Dom als Schaustellerin arbeitete. Beide sind Überlebende des KZ Bergen-Belsen. Er schrieb über die Lebensgeschichte seiner Eltern ein Buch mit dem Titel "Vom Glück im Leben", welches 2019 erschien.
Mit etwa sieben Jahren machte Rosenberg mit seinem Vater erste Schallplattenaufnahmen mit dem „Sissi-Orchester“, welches in den Sissi-Filmen mit Romy Schneider mitgewirkt hatte. Im Anschluss ging er auf Tournee. Anfang der 1980er-Jahre trat er zusammen mit Rudko Kawczynski unter dem Namen Duo Z als engagierter Liedermacher auf. Die 1981 bei pläne unter der Nummer 88257 veröffentlichte Schallplatte Ganz anders umfasste 13 Lieder mit Titeln wie Das Ordnungsamt, Kind im Getto oder Lustig wär das Zigeunerleben.
Zum Dokumentarfilm Es ging Tag und Nacht, liebes Kind (1982) von Melanie Spitta und Katrin Seybold, der im früheren KZ Auschwitz gedreht wurde, trug er Kompositionen bei.
Das Repertoire von Tornado Rosenberg umfasst Kompositionen von Django Reinhardt, Flamencosongs, Bossa Nova, Blues, ungarische und russische Zigeunermusik sowie eigene Kompositionen.

## Rezeption
Über die Einspielung der Langspielplatte Ganz anders des Duo Z von Rudko Kawczynski und Tornado Rosenberg schrieb Manfred Sack 1981 in der Wochenzeitung Die Zeit: „Sie haben sich bei einer Kundgebung im ehemaligen KZ Bergen-Belsen kennengelernt und musizieren seitdem zusammen, und zwar: deutsche Zigeunerlieder. Sie machen nicht den allseits so populären Zigeunerjazz, sondern treten als Liedermacher auf und erinnern dabei ausdrücklich an ihre Herkunft: Was sie spielen, ist Zigeunermusik, und das, wovon sie singen, sind die bitteren Erfahrungen, die Zigeuner unter uns machen, in einer Welt, die sie verachtet, hochmütig duldet, prügelt, beschießt oder abschiebt. […] Die Sympathie, die man für das Duo Z […] empfindet, ist nicht zuletzt der Art ihres Auftretens zuzuschreiben: Sie tragen nicht auf.“